# Zweettest
De zweettest of zweetproef is een test waarbij de zoutconcentratie chloride of natrium of de geleidbaarheid van zweet wordt gemeten. Deze test wordt aangevraagd als screeningtest om de diagnose taaislijmziekte te bevestigen of uit te sluiten.

## Uitvoering van de test
De huid wordt ingesmeerd met een gel genaamd pilocarpine die de zweetproductie in de huid opwekt. Op de gel wordt een elektrode geplaatst en door de lokale zweetproductie zal een stroompje tussen de elektrodes gaan lopen vanwege de aanwezigheid van elektrolyten in het zweet. Dit wordt ook wel pilocarpine-iontoforese genoemd. Het zweet wordt opgevangen in een speciaal capillair en na een half uur is voldoende zweet verzameld om de concentratie zout in het klinisch chemisch laboratorium te meten middels vlamfotometrie of ion-selectieve elektrode. Deze test is snel, niet invasief en heeft, doordat gebruikgemaakt wordt van het speciale capillair, een geringe belasting voor kinderen.

## Interpretatie van de testuitslag
De chlorideconcentratie in het zweet is bij patiënten met taaislijmziekte (cystische fibrose) verhoogd door een mutatie in het gen CFTR dat zorgt voor de terugresorptie van chloride over de celmembraan van epitheelcellen in de zweetklier. Doordat door aanwezigheid van een mutatie dit transporteiwit niet goed werkt is de terugresorptie verstoord en dus de concentratie van chloride in het zweet verhoogd. Natrium zal passief over de membraan van de epitheelcellen naar het zweet gaan om de elektroneutraliteit van het zweet in stand te houden. De concentratie van natrium is dus ook verhoogd. De zweettest is positief als Cl of Na hoger is dan 60 millimol per liter en de ratio Cl/Na groter is dan 1. In gezonde personen is de ratio Cl/Na altijd kleiner dan 1. Bij milde vormen van CF kan de zweettest negatief zijn en dus is bij blijvende klachten vervolgonderzoek nuttig. Bij zeer jonge kinderen (jonger dan 4 weken) is de uitslag soms lastig te interpreteren omdat kinderen op deze leeftijd veel zout verliezen in het zweet. Aangezien deze test een screeningstest is dienen positieve testuitslagen bevestigd te worden met DNA-onderzoek.